# Jaume Roda (rector del Seminari Conciliar de Barcelona)
Jaume Roda (actiu durant el segle XVII) fou un prevere catòlic català.
Entre els anys 1633 i 1635 va ser rector del Seminari Conciliar de Barcelona. En el quadern que s'ha conservat del seu rectorat hi podem trobar diverses anotacions que aporten informació sobre la vida quotidiana i espiritual del Seminari. Per exemple, respecte les vestidures eclesiàstiques que portaven els seminaristes en ple segle XVII, que serien "sabates de dos y de tres soles, mitges de cordellat, manegues de escot, gipons, cotes, becas de drap morat, valons i barrets de quatre corns". Respecte la vida espiritual, destaca el culte a Sant Teobald, que per aquells anys era el patró del Seminari.